# Boomerang (Franța)

Lansat în anul 2003

Boomerang este un canal de televiziune francez de desene animate de copii din Franța și Belgia. Canalul de televiziune a fost lansat la data de 23 aprilie 2003. Canalul de televiziune este deținut de Warner Bros. Discovery.

## Desene animate
- - Looney Tunes
  - The Looney Tunes Show
  - Merrie Melodies
  - Popeye
  - Tom and Jerry
  - Tom and Jerry Tales
  - The Tom & Jerry Show
  - Baby Looney Tunes
  - 5, Rue Sesame
  - Sylvester and Tweety Mysteries
  - Taz-Mania
  - Scooby-Doo, Where Are You!
  - The Scooby-Doo Show
  - Scooby-Doo! Mystery Incorporated
  - What's New, Scooby-Doo?
  - The New Woody Woodpecker Show
  - Mr. Bean: The Animated Series
  - Krypto the Superdog
  - Shaun the Sheep
  - Inspector Gadget (2015)